# سجلات وإحصائيات الدوري الألماني
تأسس الدوري الألماني أو ما يُسمى بالبوندسليغا كأعلى مستوى لكرة القدم في ألمانيا في بداية موسم 1963–64. فيما يلي قائمة بالسجلات التي تم تحقيقها في البوندسليغا منذ تأسيس الدوري.
الإحصائيات اعتبارًا من نهاية موسم 2024–25.

## سجلات الأندية

### الألقاب
- أعلى عدد من الألقاب المُحققة: 33[ا][ب] من قبل بايرن ميونخ

```
(
1968–69
، 
1971–72
، 
1972–73
، 
1973–74
، 
1979–80
، 
1980–81
، 
1984–85
، 
1985–86
، 
1986–87
، 
1988–89
، 
1989–90
، 
1993–94
، 
1996–97
، 
1998–99
، 
1999–2000
 
2000–01
، 
2002–03
، 
2004–05
، 
2005–06
، 
2007–08
، 
2009–10
، 
2012–13
، 
2013–14
، 
2014–15
، 
2015–16
، 
2016–17
، 
2017–18
، 
2018–19
، 
2019–20
، 
2020–21
، 
2021–22
، 
2022–23
، 
2024–25
)
[
2
]
```

### الأبطال
- أعلى عدد من المباريات المتبقية عند التتويج باللقب: 7 بواسطة بايرن ميونخ (2013–14)[3]
- أبكر وقت في السنة يتم فيه تتويج فريق كبطل: 25 مارس بواسطة بايرن ميونخ (2013–14)[3]
- أكثر وقت مُتأخرًا في السنة يتم فيه تتويج فريق كبطل: 28 يونيو بواسطة بايرن ميونخ (1971–72)[4]
- أعلى عدد من جولات الدوري التي كان فيها الفريق متصدراً: 858 بواسطة بايرن ميونخ[5]
- أعلى عدد من جولات الدوري التي كان فيها الفريق متصدراً في موسم واحد: 34 بواسطة بايرن ميونخ (1968–69، 1972–73، 1984–85,[6] 2007–08 و2012–13)[3]
- أقل عدد من جولات الدوري التي كان فيها الفريق متصدراً في موسم الأبطال: 1 بواسطة بايرن ميونخ (1985–86)[7]
- أقل عدد من المواسم قبل التتويج باللقب بعد الصعود: 1 بواسطة كايزرسلاوترن (الصعود: 1997؛ التتويج: 1997–98)[8]
- أقل عدد من المواسم قبل الهبوط بالنسبة للأبطال: 1 بواسطة نورنبرغ (التتويج: 1967–68؛ الهبوط: 1968–69)[9]

### النقاط
- أعلى عدد من النقاط: 4,149 بواسطة بايرن ميونخ[10]
- أعلى عدد من النقاط في موسم واحد: 91 بواسطة بايرن ميونخ (2012–13)[3]
- أعلى عدد من النقاط في موسم للمركز الثاني: 78 بواسطة بوروسيا دورتموند (2015–16)
- أعلى عدد من النقاط في النصف الأول من الموسم: 47 بواسطة بايرن ميونخ (2013–14)[11]
- أعلى عدد من النقاط في النصف الثاني من الموسم: 49 بواسطة بايرن ميونخ (2012–13 و2019–20)[3]
- أعلى عدد من النقاط في الموسم خارج الأرض: 47 بواسطة بايرن ميونخ (2012–13)[3]
- أعلى عدد من النقاط في الموسم على أرض الفريق:[ا] 49[ج] بواسطة شالكه 04 (33:1) (1971–72)، بايرن ميونخ (33:1) (1972–73) وفولفسبورغ (2008–09)
- أعلى نسبة من النقاط الممكنة في موسم: 89.22 بواسطة بايرن ميونخ (2012–13) (91 نقطة من أصل 102)
- أعلى نسبة من النقاط الممكنة في النصف الأول من الموسم: 92.16 بواسطة بايرن ميونخ (2013–14) (47 نقطة من أصل 51)
- أعلى نسبة من النقاط الممكنة في النصف الثاني من الموسم: 96.08 بواسطة بايرن ميونخ (2012–13 و2019–20) (49 نقطة من أصل 51)
- أعلى نسبة من النقاط الممكنة في الموسم على أرض الفريق: 96.08 بواسطة شالكه 04 (1971–72)، بايرن ميونخ (1972–73) وفولفسبورغ (2008–09) (49 نقطة من أصل 51) (معتمدة على 16 فوز وتعادل واحد مع 3 نقاط لكل فوز)
- أعلى نسبة من النقاط الممكنة في الموسم خارج الأرض: 92.16 بواسطة بايرن ميونخ (2012–13) (47 نقطة من أصل 51)
- أكبر فارق نقاط بعد النصف الأول من الموسم: 11 نقطة لصالح بايرن ميونخ (45) على فولفسبورغ (34) (2014–15)[12]
- أكبر فارق نقاط بين البطل والوصيف: 25 نقطة بين بايرن ميونخ (91) وبوروسيا دورتموند (66) (2012–13)[3]
- أقل فارق نقاط بين البطل والوصيف: 0 نقطة، +3 في فارق الأهداف بين كولن (+45) وبوروسيا مونشنغلادباخ (+42) (1977–78). كلاهما أنهى الموسم برصيد 48 نقطة.
- أعلى نسبة فارق نقاط بين البطل والوصيف: 27.47 بين بايرن ميونخ (91) وبوروسيا دورتموند (66) (2012–13)
- أعلى متوسط نقاط لكل مباراة: 2.02 بواسطة بايرن ميونخ (3,995 نقطة في 1,976 مباراة)
- أعلى متوسط نقاط لكل مباراة (على الأقل 5 مواسم): 2.02 بواسطة بايرن ميونخ (3,995 نقطة في 1,976 مباراة)
- أعلى متوسط نقاط لكل مباراة في موسم واحد: 2.68 بواسطة بايرن ميونخ (2012–13)
- أقل عدد من النقاط: 10[ج] بواسطة تسمانيا برلين[10]
- أقل عدد من النقاط في موسم: 10[ج] بواسطة تسمانيا برلين (8:60) (1965–66)[ا]
- أقل عدد من النقاط في النصف الأول من الموسم: 4[ج] بواسطة تسمانيا برلين (3:31) (1965–66)[ا]
- أقل عدد من النقاط في النصف الثاني من الموسم:[ا] 4[ج] بواسطة هانوفر 96 (4:30) (1985–86)
- أقل عدد من النقاط في الموسم خارج الأرض: 0 بواسطة نورنبرغ (1983–84)[ا]
- أقل عدد من النقاط في الموسم على أرض الفريق: 4 بواسطة غرويتر فورت (2012–13)[ا]
- أعلى عدد من النقاط في سنة تقويمية: 93 بواسطة بايرن ميونخ (2013)[11]
- أعلى نسبة من النقاط الممكنة في سنة تقويمية: 93.94 بواسطة بايرن ميونخ (2013) (93 نقطة من أصل 99)

### الانتصارات والهزائم
- أكثر عدد من الانتصارات: 1,237 لصالح بايرن ميونخ[10]
- أكثر عدد من الانتصارات في موسم واحد: 29 لصالح بايرن ميونخ (2012–13 و2013–14)[3]
- أكثر عدد من الانتصارات في نصف الموسم الافتتاحي:[ا] 15 لصالح بايرن ميونخ (2013–14 و2015–16)
- أكثر عدد من الانتصارات في نصف الموسم الختامي: 16 لصالح بايرن ميونخ (2012–13 و2019–20)[ا]
- أكثر عدد من الانتصارات خارج الأرض في موسم واحد: 15 لصالح بايرن ميونخ (2012–13)[3]
- أكثر عدد من الانتصارات على أرضه في موسم واحد:[ا] 16 لصالح شالكه 04 (1971–72)، بايرن ميونخ (1972–73) وفولفسبورغ (2008–09)
- أقل عدد من الهزائم: 14 لصالح برويسن مونستر[10]
- أقل عدد من الهزائم في موسم واحد: 0 لصالح باير ليفركوزن (2023–24)
- أقل عدد من الهزائم في نصف الموسم الافتتاحي:[ا] 0 لصالح هامبورغ (1982–83)، بايرن ميونخ (1988–89، 2013–14 و2014–15)، باير ليفركوزن (2009–10 و2023–24) وهوفنهايم (2016–17)[12]
- أقل عدد من الهزائم في نصف الموسم الختامي:[ا] 0 لصالح آينتراخت فرانكفورت (1976–77)، بايرن ميونخ (1986–87، 2012–13 و2019–20)، بوروسيا دورتموند (2011–12)[13] وباير ليفركوزن (2023–24)
- أقل عدد من الهزائم خارج الأرض في موسم واحد:[ا] 0 لصالح بايرن ميونخ (1986–87 و2012–13) وباير ليفركوزن (2023–24 و2024–25)
- أقل عدد من الهزائم على أرضه في موسم مكوّن من 30 مباراة:[ا] 0 لصالح هامبورغ (1963–64) وفيردر بريمن (1964–65)
- أقل عدد من الهزائم على أرضه في موسم مكوّن من 34 مباراة:[ا] 0
  - ميونخ 1860 (1965–66)
  - بايرن ميونخ (1970–71 إلى 1973–74، 1980–81، 1983–84، 1996–97، 1998–99، 2001–02، 2007–08، 2016–17 و2020–21)
  - دويسبورغ (1970–71)
  - شالكه 04 (1970–71)
  - آينتراخت فرانكفورت (1971–72، 1973–74 و2020–21)
  - كولن (1972–73 و1987–88)
  - هرتا برلين (1974–75 و1977–78)
  - آينتراخت براونشفايغ (1975–76)
  - هامبورغ (1981–82، 1982–83 و1995–96)
  - كايزرسلاوترن (1981–82 و1994–95)
  - فيردر بريمن (1982–83، الدوري الألماني 1984–85، 1985–86 و1992–93)
  - بوروسيا مونشنغلادباخ (1983–84)
  - كارلسروه (1992–93)
  - باير ليفركوزن (1999–2000 و2023–24)
  - فولفسبورغ (2008–09 و2014–15)
  - بوروسيا دورتموند (2008–09، 2015–16 و2016–17)
  - هانوفر 96 (2011–12)
  - هوفنهايم (2016–17)
  - يونيون برلين (2022–23)
- أقل عدد من الهزائم في موسم على أرضه (38 مباراة):[ا] 0 من قبل كايزرسلاوترن (1991–92) وبوروسيا دورتموند (1991–92)
- أعلى عدد من الهزائم: 697 من قبل آينتراخت فرانكفورت[10]
- أعلى عدد من الهزائم في موسم واحد:[ا] 28 من قبل تسمانيا برلين (1965–66)[14]
- أعلى عدد من الهزائم في نصف موسم افتتاحي:[ا] 15 من قبل تسمانيا برلين (1965–66)
- أعلى عدد من الهزائم في نصف موسم ختامي:[ا] 13 من قبل تسمانيا برلين (1965–66) ونادي سانت باولي (1996–97)
- أعلى عدد من الهزائم في موسم على أرضه:[ا] 13 من قبل غرويتر فورت (2012–13)، هانوفر 96 (2015–16) ودارمشتات 98 (2023–24)
- أعلى عدد من الهزائم في موسم خارج الأرض:[ا] 17 من قبل نورنبرغ (1983–84)
- أقل عدد من الانتصارات في موسم واحد: 2 من قبل تسمانيا برلين (1965–66) وفوبرتال الرياضي (1974–75)[14]
- أقل عدد من الانتصارات في نصف موسم افتتاحي:[ا] 0 من قبل نورنبرغ (2013–14)[15]
- أقل عدد من الانتصارات في نصف موسم ختامي:[ا] 0 من قبل فوبرتال الرياضي (1974–75) وهانوفر 96 (1985–86)
- أقل عدد من الانتصارات في موسم على أرضه:[ا] 0 من قبل غرويتر فورت (2012–13)[16]
- أقل عدد من الانتصارات في موسم خارج الأرض:[ا] 0
  - تسمانيا برلين (1965–66)
  - كارلسروه (1965–66، 1967–68 و1976–77)
  - بوروسيا نوينكيرشن (1967–68)
  - بوروسيا دورتموند (1967–68 و1978–79)
  - هانوفر 96 (1969–70، 1971–72 و2018–19)
  - ألمانيا آخن (1969–70)
  - أرمينيا بيليفيلد (1971–72)
  - روت فايس أوبرهاوزن (1972–73)
  - هرتا برلين (1972–73 و1982–83)
  - فوبرتال الرياضي (1974–75)
  - شتوتغارت (1974–75 و2000–01)
  - بوخوم (1975–76)
  - تنس بوروسيا برلين (1976–77)
  - روت فايس إيسن (1976–77)
  - بايرن ميونخ (1977–78)
  - آينتراخت براونشفايغ (1979–80)
  - أوردينغن 05 (1980–81)
  - فورتونا دوسلدورف (1981–82)
  - دويسبورغ (1981–82)
  - نورنبرغ (1983–84 و2018–19)
  - كيكرز أوفنباخ (1983–84)
  - آينتراخت فرانكفورت (1986–87 و1995–96)
  - هومبورغ 08 (1986–87)
  - فالدهوف مانهايم (1986–87)
  - سانت باولي (1988–89 و2001–02)
  - دينامو درسدن (1992–93)
  - فاتنشايد 09 (1993–94)
  - بوروسيا مونشنغلادباخ (1998–99 و2004–05)
  - كولن (2003–04)
  - فرايبورغ (2003–04)
  - شالكه 04 (2020–21)
  - غرويتر فورت (2021–22)
- أعلى نسبة فوز: 60.30٪ من قبل بايرن ميونخ (1,212 فوزًا في 2,010 مباراة)
- أعلى نسبة فوز (على الأقل 5 مواسم): 60.30٪ من قبل بايرن ميونخ (1,212 فوزًا في 2,010 مباراة)
- أعلى نسبة خسارة: 82.35٪ من قبل تسمانيا برلين (28 خسارة في 34 مباراة)
- أعلى نسبة فوز في موسم واحد: 85.29٪ من قبل بايرن ميونخ (2012–13 و2013–14) (29 فوزًا في 34 مباراة)
- أعلى نسبة فوز في نصف موسم افتتاحي: 88.24٪ من قبل بايرن ميونخ (2013–14 و2015–16) (15 فوزًا في 17 مباراة)
- أعلى نسبة فوز في نصف موسم ختامي: 94.12٪ من قبل بايرن ميونخ (2012–13 و2019–20) (16 فوزًا في 17 مباراة)
- أعلى عدد من الانتصارات في موسم أول (للفريق): 20 من قبل بايرن ميونخ (1965–66) ولايبزيغ (2016–17)
- أعلى عدد من الانتصارات في سنة ميلادية: 30 من قبل بايرن ميونخ (2013)[17]
- أعلى نسبة فوز في سنة ميلادية: 90.90٪ من قبل بايرن ميونخ (2013) (30 فوزًا في 33 مباراة)
- أقل عدد من الهزائم في سنة ميلادية: 0 من قبل بايرن ميونخ (2013)[3]

### الأهداف
- أكثر عدد من الأهداف المسجلة: 4614 بواسطة بايرن ميونخ[10]
- أكثر عدد من الأهداف المسجلة في موسم واحد: 101 بواسطة بايرن ميونخ (1971–72)[18]
- أكثر عدد من الأهداف المسجلة في النصف الأول من الموسم: 56 بواسطة بايرن ميونخ (2021–22)
- أكثر عدد من الأهداف المسجلة في النصف الثاني من الموسم: 54 بواسطة بايرن ميونخ (1971–72، 2012–13 و2019–20)
- أكثر عدد من الأهداف المسجلة في موسم على أرضه: 69 بواسطة بايرن ميونخ (1971–72)
- أكثر عدد من الأهداف المسجلة في موسم خارج الأرض: 47 بواسطة بايرن ميونخ (2019–20)
- أقل عدد من الأهداف المستقبلة: 52 بواسطة برويسن مونستر[10]
- أقل عدد من الأهداف المستقبلة في موسم واحد: 17 بواسطة بايرن ميونخ (2015–16)[18]
- أقل عدد من الأهداف المستقبلة في موسم خارج الأرض: 7 بواسطة بايرن ميونخ (2012–13)[3]
- أقل عدد من الأهداف المستقبلة في موسم على أرضه: 5 بواسطة فيردر بريمن (1992–93)
- أقل عدد من الأهداف المستقبلة في النصف الأول من الموسم: 4 بواسطة بايرن ميونخ (2014–15)[12]
- أقل عدد من الأهداف المستقبلة في النصف الثاني من الموسم: 9 بواسطة بايرن ميونخ (2015–16)
- أفضل فارق أهداف: +2385 بواسطة بايرن ميونخ[10]
- أفضل فارق أهداف في موسم واحد: +80 بواسطة بايرن ميونخ (2012–13)[3]
- أفضل فارق أهداف في موسم خارج الأرض: +38 بواسطة بايرن ميونخ (2013–14)
- أفضل فارق أهداف في موسم على أرضه: +49 بواسطة بايرن ميونخ (1972–73)
- أفضل فارق أهداف في النصف الأول من الموسم: +40 بواسطة بايرن ميونخ (2021–22)[3][12]
- أفضل فارق أهداف في النصف الثاني من الموسم: +44 بواسطة بايرن ميونخ (2019–20)
- أقل عدد من الأهداف المسجلة: 15 بواسطة تسمانيا برلين[10]
- أقل عدد من الأهداف المسجلة في موسم واحد: 15 بواسطة تسمانيا برلين (1965–66)[18]
- أقل عدد من الأهداف المسجلة في موسم خارج الأرض: 7 بواسطة تسمانيا برلين (1965–66)
- أقل عدد من الأهداف المسجلة في موسم على أرضه: 8 بواسطة تسمانيا برلين (1965–66)
- أقل عدد من الأهداف المسجلة في النصف الأول من الموسم: 8 بواسطة تسمانيا برلين (1965–66) وآينتراخت فرانكفورت (1988–89)
- أقل عدد من الأهداف المسجلة في النصف الثاني من الموسم: 7 بواسطة تسمانيا برلين (1965–66)
- أكثر عدد من الأهداف المستقبلة: 3010 بواسطة فيردر بريمن[10]
- أكثر عدد من الأهداف المستقبلة في موسم واحد: 108 بواسطة تسمانيا برلين (1965–66)[18]
- أكثر عدد من الأهداف المستقبلة في موسم خارج الأرض: 70 بواسطة كيكرز أوفنباخ (1983–84)
- أكثر عدد من الأهداف المستقبلة في موسم على أرضه: 46 بواسطة تسمانيا برلين (1965–66)
- أكثر عدد من الأهداف المستقبلة في النصف الأول من الموسم: 58 بواسطة تسمانيا برلين (1965–66)
- أكثر عدد من الأهداف المستقبلة في النصف الثاني من الموسم: 53 بواسطة كيكرز أوفنباخ وفورتونا دوسلدورف (كلاهما 1983–84)
- أسوأ فارق أهداف: −366 بواسطة نورنبرغ[10]
- أسوأ فارق أهداف في موسم واحد: −93 بواسطة تسمانيا برلين (1965–66)
- أسوأ فارق أهداف في موسم خارج الأرض: −55 بواسطة تسمانيا برلين (1965–66) وكيكرز أوفنباخ (1983–84)
- أسوأ فارق أهداف في موسم على أرضه: −38 بواسطة تسمانيا برلين (1965–66)
- أسوأ فارق أهداف في النصف الأول من الموسم: −50 بواسطة تسمانيا برلين (1965–66)
- أسوأ فارق أهداف في النصف الثاني من الموسم: −43 بواسطة تسمانيا برلين (1965–66)
- التسجيل في كل مباراة في الموسم (30 مباراة): كولن (1963–64)
- التسجيل في كل مباراة في الموسم (34 مباراة): بايرن ميونخ (2012–13، 2020–21 و2021–22)[3]
- أكثر عدد من الشباك النظيفة في موسم واحد: 22 بواسطة بايرن ميونخ (2014–15)[3]
- أكثر عدد من الشباك النظيفة في النصف الأول من الموسم: 13 بواسطة بايرن ميونخ (2014–15)[19]
- أكثر عدد من الشباك النظيفة في موسم خارج الأرض: 12 بواسطة بايرن ميونخ (2012–13)
- أكثر عدد من الانتصارات مع شباك نظيفة في موسم واحد: 21 بواسطة بايرن ميونخ (2012–13)
- أكثر عدد من الانتصارات بفارق هدفين أو أكثر في موسم واحد: 23 بواسطة بايرن ميونخ (2012–13)
- أكبر خسارة على أرضه: 0–9 لتسمانيا برلين أمام دويسبورغ (الجولة 27 من 1965–66)[18]
- أكبر فوز على أرضه: 12–0 لـبوروسيا مونشنغلادباخ على بوروسيا دورتموند (الجولة 34 من 1977–78)[18]
- أكثر عدد من الأهداف في شوط واحد: 10 بواسطة بوروسيا دورتموند أمام أرمينيا بيليفيلد (الجولة 12 من 1982–83)[20]
- أكثر عدد من التعادلات السلبية في موسم واحد: 9 بواسطة كولن (2014–15)
- أقل عدد من اللمسات قبل تسجيل هدف من الفريق المسجل: 1 بواسطة هوفنهايم (الجولة 2 من 2015–16)[21]
- أقل عدد من التسديدات على المرمى في مباراة واحدة من فريق واحد: 0 بواسطة فيردر بريمن (الجولة 8 من 2014–15)[22]

### السلسلات
- أعلى عدد من المواسم المتتالية في البوندسليغا: 60 موسمًا من قبل بايرن ميونخ
- أعلى عدد من المواسم المتتالية في البوندسليغا منذ انطلاق الدوري: 55 موسمًا من قبل هامبورغ
- أعلى عدد من الألقاب المتتالية: 11 لقبًا من قبل بايرن ميونخ (من 2012–13 إلى 2022–23)[2]
- أعلى عدد من الانتصارات المتتالية: 19 فوزًا من قبل بايرن ميونخ (من الجولة 9 إلى 27 من 2013–14)
- أعلى عدد من الانتصارات المتتالية في موسم واحد: 19 فوزًا من قبل بايرن ميونخ (من الجولة 9 إلى 27 من 2013–14)[18]
- أعلى عدد من الانتصارات المتتالية في أول موسم: 8 انتصارات من قبل لايبزيغ (من الجولة 6 إلى 13 من 2016–17)[23]
- أعلى عدد من الانتصارات المتتالية منذ بداية الموسم: 10 انتصارات من قبل بايرن ميونخ (2015–16)[24]
- أعلى عدد من الانتصارات المتتالية منذ بداية النصف الثاني للموسم: 14 فوزًا من قبل بايرن ميونخ (2012–13)
- أعلى عدد من الانتصارات المتتالية خارج الأرض: 11 فوزًا من قبل بايرن ميونخ (من الجولة 11 إلى 27 من 2013–14 ومن الجولة 16 إلى 34 من 2019–20)[25]
- أعلى عدد من الانتصارات المتتالية على أرضه: 26 فوزًا من قبل بايرن ميونخ (من الجولة 16 من 1971–72 إلى الجولة 32 من 1972–73)[18]
- أعلى عدد من الانتصارات المتتالية على أرضه في موسم واحد: 16 فوزًا من قبل بايرن ميونخ (من الجولة 2 إلى 32 من 1972–73)
- أعلى عدد من الانتصارات المتتالية على أرضه منذ بداية الموسم: 16 فوزًا من قبل بايرن ميونخ (1972–73)
- أعلى عدد من المباريات المتتالية دون هزيمة: 53 مباراة من قبل بايرن ميونخ (من الجولة 10 من 2012–13 إلى الجولة 28 من 2013–14)[18]
- أعلى عدد من المباريات المتتالية دون هزيمة في موسم واحد: 34 مباراة من قبل باير ليفركوزن (من الجولة 1 إلى 34 من 2023–24)
- أعلى عدد من المباريات المتتالية دون هزيمة منذ بداية الموسم: 34 مباراة من قبل باير ليفركوزن (2023–24)
- أعلى عدد من المباريات المتتالية دون هزيمة منذ بداية النصف الثاني للموسم: 17 مباراة من قبل آينتراخت فرانكفورت (1976–77)، بايرن ميونخ (1986–87، 2012–13 و2019–20)، بوروسيا دورتموند (2011–12) وباير ليفركوزن (2023–24)
- أعلى عدد من المباريات المتتالية دون هزيمة منذ أول مشاركة: 13 مباراة من قبل لايبزيغ (2016–17)[23]
- أعلى عدد من المباريات المتتالية دون هزيمة خارج الأرض: 34 مباراة من قبل باير ليفركوزن (من الجولة 2 من 2023–24 حتى مستمرة)[26]
- أعلى عدد من المباريات المتتالية دون هزيمة على أرضه: 73 مباراة من قبل بايرن ميونخ (من الجولة 31 من 1969–70 إلى الجولة 4 من 1974–75)[18]
- أعلى عدد من المباريات المتتالية دون هزيمة في أنصاف المواسم الافتتاحية: 56 مباراة من قبل بايرن ميونخ (من الجولة 10 من 2012–13 إلى الجولة 14 من 2015–16)[27]
- أعلى عدد من المباريات المتتالية بتسجيل هدف واحد على الأقل: 87 مباراة من قبل بايرن ميونخ (من الجولة 22 من 2019–20 إلى الجولة 6 من 2022–23)[28]
- أعلى عدد من المباريات المتتالية بتسجيل هدف واحد على الأقل منذ أول مشاركة: 14 مباراة من قبل فوبرتال الرياضي (1974–75)[23]
- أعلى عدد من المباريات المتتالية بتسجيل هدفين على الأقل: 20 مباراة من قبل بايرن ميونخ (من الجولة 11 إلى 28 من 2013–14)
- أعلى عدد من المباريات المتتالية بتسجيل ثلاثة أهداف على الأقل: 9 مباريات من قبل لايبزيغ (من الجولة 10 إلى 18 من 2019–20)[25]
- أعلى عدد من المباريات المتتالية بتسجيل هدف واحد على الأقل خارج الأرض: 54 مباراة من قبل بايرن ميونخ (من الجولة 2 من 2019–20 إلى الجولة 5 من 2022–23)
- أعلى عدد من المباريات المتتالية بتسجيل هدف واحد على الأقل على أرضه: 64 مباراة من قبل بايرن ميونخ (من الجولة 13 من 1970–71 إلى الجولة 4 من 1974–75)[18]
- أعلى عدد من المباريات المتتالية بتسجيل هدف واحد على الأقل في موسم واحد: 34 مباراة من قبل بايرن ميونخ (2012–13، 2020–21 و2021–22)
- أعلى عدد من الانتصارات المتتالية بشباك نظيفة خارج الأرض: 6 انتصارات من قبل بايرن ميونخ (من الجولة 14 إلى 24 من 2012–13)
- أعلى عدد من الانتصارات المتتالية بشباك نظيفة خارج الأرض منذ بداية الموسم: 5 انتصارات من قبل بايرن ميونخ (2012–13)[3]
- أعلى عدد من المباريات المتتالية بشباك نظيفة: 9 مباريات من قبل شتوتغارت (من الجولة 34 من 2002–03 إلى الجولة 8 من 2003–04)
- أعلى عدد من المباريات المتتالية بشباك نظيفة في موسم واحد: 8 مباريات من قبل بايرن ميونخ (في الجولات 17 و12 ومن 18 إلى 23 من 1998–99 ومن الجولة 2 إلى 9 من 2011–12) وشتوتغارت (من الجولة 1 إلى 8 من 2003–04)
- أعلى عدد من المباريات المتتالية بشباك نظيفة منذ بداية الموسم: 8 مباريات من قِبل شتوتغارت (2003–04)
- أعلى عدد من المباريات المتتالية بشباك نظيفة على أرضه: 9 مباريات من قِبل بوخوم (من الجولة 8 إلى 24 من 2003–04)
- أعلى عدد من المباريات المتتالية بشباك نظيفة خارج أرضه: 6 مباريات من قِبل كولن (من الجولة 6 إلى 16 من 2009–10) وبايرن ميونخ (من الجولة 14 إلى 24 من 2012–13 ومن الجولة 4 إلى 15 من 2014–15)
- أطول مدة متتالية دون استقبال أهداف: 884 دقيقة من قِبل شتوتغارت (من الدقيقة 76 في الجولة 33 من 2002–03 إلى الدقيقة 59 من الجولة 9 من 2003–04)
- أطول مدة متتالية دون استقبال أهداف خارج الأرض: 658 دقيقة من قِبل بايرن ميونخ (من الدقيقة 46 في الجولة 12 إلى الدقيقة 75 في الجولة 26 من 2012–13)
- أعلى عدد من المباريات المتتالية دون تحقيق فوز: 31 مباراة من قِبل تسمانيا برلين (من الجولة 2 إلى 32 من 1965–66)[18]
- أعلى عدد من المباريات المتتالية دون تحقيق فوز منذ بداية الموسم: 17 مباراة من قِبل نورنبرغ (2013–14)
- أعلى عدد من المباريات المتتالية دون تحقيق فوز منذ بداية نصف الموسم الثاني: 17 مباراة من قِبل فوبرتال الرياضي (1974–75) وهانوفر 96 (1985–86)
- أعلى عدد من المباريات المتتالية دون تحقيق فوز خارج الأرض: 38 مباراة من قِبل شالكه 04 (من الجولة 14 في 2019–20 إلى الجولة 21 من 2022–23)[18]
- أعلى عدد من المباريات المتتالية دون تحقيق فوز على أرضه: 23 مباراة من قِبل غرويتر فورت (من الجولة 1 إلى 33 من 2012–13 ومن الجولة 2 إلى 13 من 2021–22)[18]
- أعلى عدد من المباريات المتتالية خسارة: 12 مباراة من قِبل غرويتر فورت (من الجولة 3 إلى 14 من 2021–22)
- أعلى عدد من المباريات المتتالية خسارة منذ بداية الموسم: 6 مباريات من قِبل فورتونا دوسلدورف (1991–92) وماينتس 05 (2020–21)
- أعلى عدد من المباريات المتتالية خسارة منذ بداية نصف الموسم الثاني: 7 مباريات من قِبل هانوفر 96 (2009–10)
- أعلى عدد من المباريات المتتالية خسارة خارج الأرض: 29 مباراة من قِبل نورنبرغ (من الجولة 11 من 1982–83 إلى الجولة 34 من 1983–84)[18]
- أعلى عدد من المباريات المتتالية خسارة على أرضه: 8 مباريات من قِبل تسمانيا برلين (من الجولة 3 إلى 17 من 1965–66) وهانزا روستوك (من الجولة 2 إلى 15 من 2004–05)[18]
- أعلى عدد من المباريات المتتالية خسارة على أرضه منذ بداية الموسم (المنزلي): 8 مباريات من قِبل هانزا روستوك (2004–05)
- أعلى عدد من المباريات المتتالية دون تسجيل أهداف: 10 مباريات من قِبل كولن (من الجولة 15 إلى 24 من 2001–02)[18]
- أطول مدة متتالية دون تسجيل أهداف: 1,033 دقيقة من قِبل كولن (من الدقيقة 31 في الجولة 14 إلى الدقيقة 74 في الجولة 25 من 2001–02)[22]
- أعلى عدد من المباريات المتتالية دون تسجيل أهداف منذ بداية الموسم: 5 مباريات من قِبل بوخوم (1979–80) وهامبورغ (2014–15)[22]
- أطول مدة متتالية دون تسجيل أهداف منذ بداية الموسم: 507 دقائق من قِبل هامبورغ (من الدقيقة 1 في الجولة 1 إلى الدقيقة 57 في الجولة 6 من 2014–15)[22]
- أعلى عدد من المواسم المتتالية بجميع المباريات كاملة العدد (مباعة التذاكر): 10 مواسم من قِبل بايرن ميونخ (2007–08 إلى 2016–17)
- أعلى عدد من المواسم المتتالية بجميع المباريات على أرضه كاملة العدد: 12 موسمًا من قِبل بايرن ميونخ (2007–08 إلى 2018–19)[د]
- أعلى عدد من المواسم المتتالية بجميع المباريات خارج أرضه كاملة العدد: 11 موسمًا من قِبل بايرن ميونخ (2006–07 إلى 2016–17)[د]
- أعلى عدد من المواسم المتتالية بحد أدنى مباراة واحدة كاملة العدد: 52 موسمًا من قِبل بايرن ميونخ (1968–69 إلى 2019–20)[د]
- أعلى عدد من المواسم المتتالية بحد أدنى مباراة واحدة كاملة العدد على أرضه: 37 موسمًا من قِبل بايرن ميونخ (1983–84 إلى 2019–20)[د]
- أعلى عدد من المواسم المتتالية بحد أدنى مباراة واحدة كاملة العدد خارج أرضه: 52 موسمًا من قِبل بايرن ميونخ (1968–69 إلى 2019–20)[د]
- أعلى عدد من المباريات المتتالية كاملة العدد: 361 مباراة من قِبل بايرن ميونخ (من الجولة 20 في 2006–07 إلى الجولة 6 من 2017–18)[29][30][31]
- أعلى عدد من المباريات المتتالية كاملة العدد على أرضه: 224 مباراة من قِبل بايرن ميونخ (من الجولة 21 في 2006–07 إلى الجولة 25 من 2019–20)[د]
- أعلى عدد من المباريات المتتالية كاملة العدد خارج أرضه: 196 مباراة من قِبل بايرن ميونخ (من الجولة 22 في 2005–06 إلى الجولة 5 من 2017–18)[د]
- أعلى عدد من المباريات المتتالية دون خسارة خلال سنة ميلادية: 33 مباراة من قِبل بايرن ميونخ (2013) (30 فوزًا و3 تعادلات)

### المشاركات
- أكثر عدد من المواسم في البوندسليغا: 60 موسمًا من قبل بايرن ميونخ وفيردر بريمن[10]
- أعلى نسبة من المواسم الممكنة في البوندسليغا: 96.77% من قبل بايرن ميونخ وفيردر بريمن[10]
- أقل عدد من حالات الهبوط منذ الظهور الأول في البوندسليغا: 0 من قبل بايرن ميونخ (منذ 1965–66)، باير ليفركوزن (منذ 1979–80)، فولفسبورغ (منذ 1997–98)، هوفنهايم (منذ 2008–09)، آوغسبورغ (منذ 2011–12)، لايبزيغ (منذ 2016–17)، يونيون برلين (منذ 2019–20) وهايدنهايم (منذ 2023–24)[10]
- أقل عدد من المواسم في البوندسليغا منذ الظهور الأول: موسم واحد من قبل برويسن مونستر (1963–64)، تسمانيا برلين (1965–66)، فورتونا كولن (1973–74)، بلو فايس برلين (1986–87)، لوكوموتيف لايبزيغ (1993–94)، إس إس في أولم 1846 (1999–2000) وهايدنهايم (2023–24)[10]
- أكثر عدد من الصعود إلى البوندسليغا: 8 مرات من قبل أرمينيا بيليفيلد (1970، 1978، 1980، 1996، 1999، 2002، 2004 و2020) ونورنبرغ (1978، 1980، 1985، 1998، 2001، 2004، 2009 و2018)
- أكثر عدد من الهبوط من البوندسليغا: 9 مرات من قبل نورنبرغ (1968–69، 1978–79، 1983–84، 1993–94، 1998–99، 2002–03، 2007–08، 2013–14 و2018–19)[22]

### الحضور الجماهيري
- أعلى عدد جماهير إجمالي على أرضه في التاريخ: 44,795,770 لصالح بوروسيا دورتموند[32]
- أعلى معدل حضور جماهيري على أرضه في المباراة الواحدة: 48,903 لصالح بوروسيا دورتموند (في 916 مباراة على أرضه)
- أعلى حضور جماهيري في موسم واحد على أرضه: 1,381,700 لصالح بوروسيا دورتموند (2015–16)[33]
- أعلى معدل حضور جماهيري في المباراة الواحدة في موسم: 81,226 لصالح بوروسيا دورتموند (2015–16)[33]
- أعلى نسبة حضور جماهيري ممكن في موسم على أرضه:[د] 100% لصالح نادي فرايبورغ (1995–96 و2016–17)، كايزرسلاوترن (1997–98)، باير ليفركوزن (2002–03 إلى 2004–05)، ماينتس 05 (2004–05) وبايرن ميونخ (2005–06 و2007–08 إلى 2018–19)
- أعلى نسبة حضور جماهيري ممكن في موسم خارج الأرض:[د] 100% لصالح بايرن ميونخ (1999–2000، 2000–01، 2003–04، 2004–05، 2006–07 إلى 2016–17 و2018–19)
- أعلى نسبة حضور جماهيري ممكن في موسم كامل:[د] 100% لصالح بايرن ميونخ (2007–08 إلى 2016–17 و2018–19)
- أكثر عدد مواسم بيعت فيها جميع التذاكر:[د] 11 موسمًا لصالح بايرن ميونخ (2007–08 إلى 2016–17 و2018–19)
- أكثر عدد مواسم بيعت فيها جميع تذاكر المباريات على أرضه:[د] 13 موسمًا لصالح بايرن ميونخ (2005–06 و2007–08 إلى 2018–19)
- أكثر عدد مواسم بيعت فيها جميع تذاكر المباريات خارج أرضه:[د] 16 موسمًا لصالح بايرن ميونخ (1999–2000، 2000–01، 2003–04، 2004–05، 2006–07 إلى 2016–17 و2018–19)
- أكثر عدد مواسم تضمن بيع تذاكر مباراة واحدة على الأقل:[د] 55 موسمًا لصالح بايرن ميونخ (1965–66، 1966–67، 1968–69 إلى 2019–20 و2021–22)
- أكثر عدد مواسم تضمن بيع تذاكر مباراة واحدة على الأقل خارج الأرض:[د] 54 موسمًا لصالح بايرن ميونخ (1965–66، 1966–67 و1968–69 إلى 2019–20)
- أكثر عدد مواسم تضمن بيع تذاكر مباراة واحدة على الأقل على أرضه:[د] 50 موسمًا لصالح بايرن ميونخ (1965–66، 1966–67، 1970–71، 1972–73، 1974–75 إلى 1981–82، 1983–84 إلى 2019–20 و2021–22)
- أعلى عدد مباريات بيعت تذاكرها بالكامل: 792 مباراة لصالح بايرن ميونخ[د]
- أعلى عدد مباريات بيعت تذاكرها بالكامل خارج الأرض: 474 مباراة لصالح بايرن ميونخ[د]
- أعلى عدد مباريات بيعت تذاكرها بالكامل على أرضه: 318 مباراة لصالح بايرن ميونخ[د]
- أعلى نسبة مباريات بيعت تذاكرها بالكامل: 57.14% لصالح لايبزيغ (16 من أصل 28)[د]
- أعلى نسبة بيع تذاكر لمباريات (5 مواسم على الأقل): 44.85% لصالح بايرن ميونخ (792 من أصل 1,766)[د]
- أعلى نسبة بيع تذاكر لمباريات على أرضه: 71.43% لصالح لايبزيغ (10 من أصل 14)[د]
- أعلى نسبة بيع تذاكر لمباريات على أرضه (5 مواسم على الأقل): 55.19% لصالح ماينتس 05 (101 من أصل 183)[د]
- أعلى نسبة بيع تذاكر لمباريات خارج الأرض: 53.68% لصالح بايرن ميونخ (474 من أصل 883)[د]

## سجلات اللاعبين والمدربين
الأسماء المكتوبة بخط عريض تعود للاعبين لا يزالوا نشطين حاليًا في الدوري الألماني (ضمن الفئة ذات الصلة التي تنطبق فيها سجلاتهم).
على سبيل المثال: يُدرج اللاعب فقط إذا كان لا يزال يمارس اللعب، ولا يُدرج إذا كان، على سبيل المثال، يعمل حالياً كمدرب.

### الظهور
- أعلى عدد من المشاركات كلاعب ومدرب معاً: 1,038 من قبل يوب هاينكس (369 كلاعب و669 كمدرب)[34]
- أعلى عدد من المشاركات كمدرب: 836 من قبل أوتو ريهاغل
- أعلى عدد من المشاركات كلاعب: 602 من قبل كارل هاينز كوربل (شارك في 93.19% من أصل 646 مباراة ممكنة)[18]
- أعلى عدد من المشاركات لنادٍ واحد كلاعب ومدرب معاً: 742 من قبل توماس شاف (262 كلاعب و480 كمدرب) مع فيردر بريمن
- أعلى عدد من المشاركات كمدرب لنادٍ واحد: 493 من قبل أوتو ريهاغل مع فيردر بريمن
- أعلى عدد من المشاركات كلاعب لنادٍ واحد: 602 من قبل كارل هاينز كوربل مع آينتراخت فرانكفورت
- أعلى عدد من المشاركات كلاعب لنادٍ واحد دون أن يلعب لأي نادٍ آخر: 602 من قبل كارل هاينز كوربل مع آينتراخت فرانكفورت
- أعلى عدد من المشاركات للاعب أجنبي: 490 من قبل كلاوديو بيتزارو[35]
- أصغر عمر للاعب يشارك: 16 سنة ويوم واحد من قبل يوسوفا موكوكو مع بوروسيا دورتموند ضد هرتا برلين (الجولة 8 من موسم 2020–21)[36]
- أكبر عمر للاعب يشارك: 43 سنة و184 يوماً من قبل كلاوس فيشتل مع شالكه 04 ضد فيردر بريمن (الجولة 34 من موسم 1987–88)
- أصغر عمر لمدرب يشارك: 24 سنة و47 يوماً من قبل برند شتوبير مع نادي ساربروكن ضد كولن (الجولة 10 من موسم 1976–77)[37]
- أصغر عمر لمدرب يشارك (معين كمدرب رئيسي): 28 سنة و205 أيام من قبل يوليان ناغلسمان مع هوفنهايم ضد فيردر بريمن (الجولة 21 من موسم 2015–16)[38]
- أكبر عمر لمدرب يشارك: 74 سنة و184 يوماً من قبل ألفريد شولتس مع فيردر بريمن ضد شتوتغارت (الجولة 34 من موسم 1977–78)
- أكبر عمر للاعب يشارك لأول مرة: 38 سنة و171 يوماً من قبل ريتشارد كريس مع آينتراخت فرانكفورت ضد كايزرسلاوترن (الجولة 1 من موسم 1963–64)
- أكبر عمر لمدرب يشارك لأول مرة: 60 سنة و36 يوماً من قبل ويلي ميلثيب مع فيردر بريمن ضد بوروسيا دورتموند (الجولة 1 من موسم 1963–64)
- أعلى عدد من المواسم التي شارك فيها اللاعب في جميع المباريات: 13 من قبل سيب ماير
- أعلى عدد من المواسم التي شارك فيها اللاعب في جميع المباريات مع نادٍ واحد: 13 من قبل سيب ماير مع بايرن ميونخ
- أعلى عدد من المواسم التي شارك فيها اللاعب في جميع المباريات مع نادٍ واحد دون أن يلعب لأي نادٍ آخر: 13 من قبل سيب ماير مع بايرن ميونخ
- أعلى عدد من المواسم كلاعب ومدرب معاً: 37 من قبل أوتو ريهاغل (8 كلاعب و29 كمدرب)
- أعلى عدد من المواسم كلاعب: 22 من قبل كلاوس فيشتل
- أعلى عدد من المواسم كلاعب مع نادٍ واحد: 19 من قبل كلاوس فيشتل مع شالكه 04، مانفريد كالتز مع هامبورغ وكارل هاينز كوربل مع آينتراخت فرانكفورت
- أعلى عدد من المواسم كلاعب مع نادٍ واحد دون أن يلعب لأي نادٍ آخر: 19 من قبل كارل هاينز كوربل مع آينتراخت فرانكفورت
- أعلى عدد من المواسم كمدرب: 29 موسمًا من قبل أوتو ريهاغل
- أعلى عدد من المواسم لنادٍ واحد كلاعب ومدرب معًا: 31 موسمًا من قبل توماس شاف (15 كلاعب و16 كمدرب) مع فيردر بريمن
- أعلى عدد من المواسم كمدرب لنادٍ واحد: 16 موسمًا من قبل توماس شاف مع فيردر بريمن
- أعلى عدد من الأندية المختلفة التي دربها شخص: 8 أندية من قبل يورغ بيرغر (فورتونا دوسلدورف، هانوفر 96، آينتراخت فرانكفورت، كولن، شالكه 04، كارلسروه، هانزا روستوك وأرمينيا بيليفيلد)، فيليكس ماغات (هامبورغ، فيردر بريمن، آينتراخت فرانكفورت، شتوتغارت، بايرن ميونخ، فولفسبورغ، شالكه 04 وهرتا برلين) وأوتو ريهاغل (كيكرز أوفنباخ، فيردر بريمن، بوروسيا دورتموند، أرمينيا بيليفيلد، فورتونا دوسلدورف، بايرن ميونخ، كايزرسلاوترن وهرتا برلين)
- أعلى عدد من الأندية المختلفة التي لعب لها لاعب: 7 أندية من قبل مايكل سبايس (شتوتغارت، كارلسروه، بوروسيا مونشنغلادباخ، هانزا روستوك، هامبورغ، دينامو درسدن وفولفسبورغ)
- أعلى عدد من مرات الدخول بديلاً إلى الملعب: 169 مرة من قبل كلاوديو بيتزارو[39]
- أعلى عدد من مرات الخروج من الملعب كلاعب بديل: 186 مرة من قبل توماس مولر (لا يزال نشطًا)[40]
- أعلى عدد من مرات الخروج من الملعب في موسم واحد: 29 مرة من قبل باتريك هيرمان في موسم 2013–14[41]
- أعلى عدد من اللاعبين المختلفين الذين تم إشراكهم في موسم واحد: 36 لاعبًا من قبل فيليكس ماغات مع فولفسبورغ في موسم 2011–12
- أقل عدد من الأيام كمدرب قبل الإقالة: 18 يومًا من قبل روبرت كورنر مع نورنبرغ (من 25 مارس حتى 12 أبريل 1969)[42]
- أصغر لاعب يصل إلى 100 مباراة: تيمو فيرنر بعمر 20 سنة و203 أيام مع لايبزيغ ضد كولن (الجولة الخامسة من موسم 2016–17)[43]
- أكثر عدد من المدربين لنادٍ واحد في موسم واحد: 5 مدربين لكل من كيكرز أوفنباخ (موسم 1970–71)، دويسبورغ (موسم 1977–78) وشالكه 04 (موسم 2020–21)

### الأهداف
- أكثر عدد من الأهداف المسجلة: 365 هدفًا من قبل غيرد مولر[18]
- أكثر عدد من الأهداف المسجلة على أرض الفريق: 250 هدفًا من قبل غيرد مولر
- أكثر عدد من الأهداف المسجلة خارج أرض الفريق: 126 هدفًا من قبل روبرت ليفاندوفسكي
- أكثر عدد من الأهداف المسجلة لنادٍ واحد: 365 هدفًا من قبل غيرد مولر لصالح بايرن ميونخ
- أكثر عدد من الأهداف المسجلة لنادٍ واحد دون اللعب لأي نادٍ آخر: 365 هدفًا من قبل غيرد مولر لصالح بايرن ميونخ
- أكثر عدد من الأهداف في موسم واحد: 41 هدفًا من قبل روبرت ليفاندوفسكي في موسم 2020–21[44]
- أكثر عدد من الأهداف في موسم واحد على أرض الفريق: 27 هدفًا من قبل غيرد مولر (1972–73) وروبرت ليفاندوفسكي (2020–21)
- أكثر عدد من الأهداف في موسم واحد خارج أرض الفريق: 19 هدفًا من قبل روبرت ليفاندوفسكي (2021–22)[45]
- أكثر عدد من الأهداف في النصف الأول من الموسم: 22 هدفًا من قبل روبرت ليفاندوفسكي (2020–21) وهاري كين (2023–24)[46][47]
- أكثر عدد من الأهداف في النصف الثاني من الموسم: 23 هدفًا من قبل غيرد مولر (1971–72)
- أكثر عدد من الأهداف في سنة ميلادية واحدة: 43 هدفًا من قبل روبرت ليفاندوفسكي في عام 2021[48]
- أكثر عدد من الأهداف في موسم أول بالبطولة: 36 هدفًا من قبل هاري كين (2023–24)[49]
- أكثر عدد من الأهداف في مباراة واحدة: 6 أهداف من قبل ديتر مولر لصالح كولن ضد فيردر بريمن (الجولة 3 من 1977–78)
- أكثر عدد من الأهداف في مباراة واحدة من قبل بديل: 5 أهداف من قبل روبرت ليفاندوفسكي لصالح بايرن ميونخ ضد فولفسبورغ (الجولة 6 من 2015–16)[50]
- أكثر عدد من الأهداف في أول 100 مباراة: 72 هدفًا من قبل فريدهيلم كونيتزكا[51]
- أكثر عدد من جوائز الهداف: 7 مرات لكل من غيرد مولر (1966–67، 1968–69، 1969–70، من 1971–72 إلى 1973–74، و1977–78) وروبرت ليفاندوفسكي (2013–14، 2015–16، ومن 2017–18 إلى 2021–22)[52]
- أكثر عدد من جوائز الهداف لصالح نادٍ واحد: 7 مرات من قبل غيرد مولر لصالح بايرن ميونخ (1966–67، 1968–69، 1969–70، من 1971–72 إلى 1973–74، و1977–78)
- أكثر عدد من الأهداف من قبل لاعب أجنبي: 312 هدفًا من قبل روبرت ليفاندوفسكي[53]
- أكثر عدد من الأهداف من قبل لاعب أجنبي في موسم واحد: 41 هدفًا من قبل روبرت ليفاندوفسكي (2020–21)
- أقصر مدة زمنية حتى تسجيل هدف: 9 ثوانٍ من قبل كريم بلعربي لصالح باير ليفركوزن ضد بوروسيا دورتموند (الجولة 1 من 2014–15) وكيفن فولاند لصالح هوفنهايم ضد بايرن ميونخ (الجولة 2 من 2015–16)[21][ه]
- أقصر مدة زمنية لتسجيل هدف بعد بداية المباراة وركلة البداية كانت للمنافس: 9 ثوانٍ من قبل كيفن فولاند لصالح هوفنهايم ضد بايرن ميونخ (الجولة 2 من 2015–16)[21]
- أقصر مدة زمنية لتسجيل هدف من قبل لاعب في أول مباراة له: 17 ثانية من قبل ميلوش يوييتش لصالح بوروسيا دورتموند ضد آينتراخت فرانكفورت (الجولة 21 من 2013–14)[54]
- أقصر مدة زمنية لتسجيل هدف من قبل بديل: 13 ثانية من قبل أوي واسمر لصالح نادي فرايبورغ ضد باير ليفركوزن (الجولة 7 من 1996–97)[54]
- أقصر مدة زمنية لتسجيل ثلاثية (هاتريك): 4 دقائق من قبل روبرت ليفاندوفسكي لصالح بايرن ميونخ ضد فولفسبورغ (من الدقيقة 51 إلى الدقيقة 55 في الجولة 6 من 2015–16)[50]
- أقصر مدة زمنية لتسجيل أربعة أهداف: 6 دقائق من قبل روبرت ليفاندوفسكي لصالح بايرن ميونخ ضد فولفسبورغ (من الدقيقة 51 إلى الدقيقة 57 في الجولة 6 من 2015–16)[50]
- أقصر مدة زمنية لتسجيل خمسة أهداف: 9 دقائق من قبل روبرت ليفاندوفسكي لصالح بايرن ميونخ ضد فولفسبورغ (من الدقيقة 51 إلى الدقيقة 60 في الجولة 6 من 2015–16)[50]
- أصغر هداف في تاريخ البطولة: يوسوفا موكوكو لصالح بوروسيا دورتموند ضد يونيون برلين بعمر 16 سنة و28 يومًا (الجولة 13 من 2020–21)[55]
- أكبر هداف سنًا في تاريخ البطولة: كلاوديو بيتزارو لصالح فيردر بريمن ضد لايبزيغ بعمر 40 سنة و227 يومًا (الجولة 34 من 2018–19)[56]
- أكثر عدد من ركلات الجزاء المسجلة: 53 ركلة من قبل مانفريد كالتز (من أصل 60 محاولة)
- أكثر عدد من الأهداف المسجلة من قبل حارس مرمى: 26 هدفًا بواسطة هانس-يورغ بوت (جميعها من ركلات جزاء)
- أكثر عدد من الأهداف المسجلة من قبل حارس مرمى من اللعب المفتوح: هدف واحد لكل من ينس ليمان لصالح شالكه 04 ضد بوروسيا دورتموند (في الجولة 20 من موسم 1997–98)، وفرانك روست لصالح فيردر بريمن ضد هانزا روستوك (في الجولة 29 من موسم 2001–02)، ومارفين هيتز لصالح آوغسبورغ ضد باير ليفركوزن (في الجولة 22 من موسم 2014–15)[57]
- أكثر عدد من الأهداف المسجلة كبديل: 34 هدفًا بواسطة نيلس بيترسن[25]
- أكثر عدد من الأهداف المسجلة كبديل في موسم واحد: 12 هدفًا بواسطة باكو ألكاسير (موسم 2018–19)[25]
- أطول عدد من المباريات بدون تسجيل قبل أول هدف: 266 مباراة بواسطة ديتمار شواغر (سجل هدفه الأول في الجولة 1 من موسم 1973–74 في مباراته رقم 267)[58]
- أكثر عدد من المباريات بدون تسجيل من قبل لاعب ميداني: 203 مباراة بواسطة دينيس ديكميير[59]
- أكثر عدد من الشباك النظيفة لحارس مرمى في موسم واحد: 21 مباراة بواسطة مانويل نوير (موسم 2015–16)[25]
- أكثر عدد من الشباك النظيفة لحارس مرمى: 233 مباراة بواسطة مانويل نوير (في 515 مباراة)[25][60]
- أكثر عدد من الأهداف العكسية (بالخطأ في المرمى): 6 أهداف بواسطة مانفريد كالتز ونيكولتشي نوفيسكي
- أكثر عدد من الأهداف المُستقبَلة من قبل حارس مرمى: 829 هدفًا بواسطة آيكه إيمل (في 534 مباراة)
- أطول مسافة سُجل منها هدف: 82 مترًا بواسطة مورتس شتوبلكامب لصالح بادربورن 07 ضد هانوفر 96 (في الجولة 4 من موسم 2014–15)[61]
- أكثر عدد من المواسم المتتالية بتسجيل هدف واحد على الأقل: 16 موسمًا بواسطة فيلي نويبيرغر (1966–67 إلى 1981–82)، وبيرند نيكل (1967–68 إلى 1982–83)، وهولجر فاش (1981–82 إلى 1996–97)، ومايكل زورك (1982–83 إلى 1997–98)، وأولاف تون (الدوري الألماني 1984–85 إلى 1999–2000)، وماتس هوملز (2008–09 إلى 2023–24)[62]

### التمريرات الحاسمة
- أعلى عدد من التمريرات الحاسمة: 170 تمريرة من قبل توماس مولر[63]
- أعلى عدد من التمريرات الحاسمة في موسم واحد: 21 تمريرة من قبل توماس مولر (موسم 2019–20)[64][65][و]
- أعلى عدد من التمريرات الحاسمة في نصف الموسم الافتتاحي: 13 تمريرة من قبل توماس مولر (موسم 2021–22)[63]

### البطولات
- أعلى عدد من البطولات التي فاز بها إجمالًا: 13 من قبل توماس مولر[66]
- أعلى عدد من البطولات التي فاز بها كلاعب: 13 من قبل توماس مولر[66]
- أعلى عدد من البطولات التي فاز بها إجمالًا مع نادٍ واحد: 13 من قبل توماس مولر مع بايرن ميونخ[66]
- أعلى عدد من البطولات التي فاز بها لاعب أجنبي: 10 من قبل دافيد ألابا وروبرت ليفاندوفسكي
- أعلى عدد من البطولات التي فاز بها كمدرب: 8 من قبل أودو لاتيك
- أعلى نسبة من البطولات الممكنة التي فاز بها كمدرب: 100٪ من قبل بيب غوارديولا (3 بطولات في 3 مواسم) وهانزي فليك (بطولتان في موسمين)
- أعلى نسبة من البطولات الممكنة التي فاز بها كمدرب (بحد أدنى 5 مواسم): 53.33٪ من قبل أودو لاتيك (8 بطولات في 15 موسمًا)[ز]
- أعلى عدد من البطولات التي فاز بها كلاعب ومدرب: 8 من قبل يوب هاينكس (4 كلاعب و4 كمدرب)
- أصغر مدرب يفوز بالبطولة: ماتياس زامر بعمر 34 عامًا و241 يومًا
- أكبر مدرب يفوز بالبطولة: يوب هاينكس بعمر 73 عامًا و3 أيام
- أعلى عدد من الأندية المختلفة التي تُوّج معها بالبطولة كلاعب ومدرب معًا: 3 من قبل فيليكس ماغات (هامبورغ، بايرن ميونخ وفولفسبورغ)
- أعلى عدد من الأندية المختلفة التي تُوّج معها بالبطولة كمدرب: 2 من قبل ماكس ميركل (ميونخ 1860 ونورنبرغ)، أودو لاتيك (بايرن ميونخ وبوروسيا مونشنغلادباخ)، هانس ويسويلير (بوروسيا مونشنغلادباخ وكولن)، برانكو زيبيتش (بايرن ميونخ وهامبورغ)، أوتو ريهاغل (فيردر بريمن وكايزرسلاوترن)، أوتمار هيتسفيلد (بوروسيا دورتموند وبايرن ميونخ) وفيليكس ماغات (بايرن ميونخ وفولفسبورغ)
- أعلى عدد من الأندية المختلفة التي تُوّج معها بالبطولة كلاعب: 2 من قبل أوغست ستارك (نورنبرغ وبايرن ميونخ)، لودويغ مولر (نورنبرغ بوروسيا مونشنغلادباخ)، هيربيرت تسيمرمان (بايرن ميونخ وكولن)، فرانز بكنباور (بايرن ميونخ وهامبورغ)، هولجر ويلمر (كولن وبايرن ميونخ)، كارل ديل هاي (بوروسيا مونشنغلادباخ وبايرن ميونخ)، كورت نيدرماير (بايرن ميونخ وشتوتغارت)، لودفيج كوجل (بايرن ميونخ وشتوتغارت)، برونو لاباديا (كايزرسلاوترن وبايرن ميونخ)، ماركوس شوب (كايزرسلاوترن وبايرن ميونخ)، شتيفان رويتر (بايرن ميونخ وبوروسيا دورتموند)، كارل-هاينتس ريدله (فيردر بريمن وبوروسيا دورتموند)، ماتياس زامر (شتوتغارت وبوروسيا دورتموند)، يورغن كوهلر (بايرن ميونخ وبوروسيا دورتموند)، هارالد شوماخر (كولن وبوروسيا دورتموند)، أندرياس بريمه (بايرن ميونخ وكايزرسلاوترن)، أندرياس باك (شتوتغارت وكايزرسلاوترن)، كرياك سفورزا (كايزرسلاوترن وبايرن ميونخ)، مايكل بالاك (كايزرسلاوترن وبايرن ميونخ)، أندرياس رينكه (كايزرسلاوترن وفيردر بريمن)، ماركو ريتش (كايزرسلاوترن وفيردر بريمن)، فاليريان إسماعيل (فيردر بريمن وبايرن ميونخ)، ماركوس بابل (بايرن ميونخ وشتوتغارت)، لودوفيك مانيان (فيردر بريمن وشتوتغارت)، زفيزدان ميسيموفيتش (بايرن ميونخ وفولفسبورغ)، كريستيان غنتنر (شتوتغارت وفولفسبورغ)، ماريو غوميز (شتوتغارت وبايرن ميونخ)، ماركوس فيولنر (بايرن ميونخ وبوروسيا دورتموند)، أنطونيو دا سيلفا (شتوتغارت وبوروسيا دورتموند)، ماريو غوتزه (بوروسيا دورتموند وبايرن ميونخ)، روبرت ليفاندوفسكي (بوروسيا دورتموند وبايرن ميونخ)، سيردار تاشي (شتوتغارت وبايرن ميونخ)، ماتس هوملز (بوروسيا دورتموند وبايرن ميونخ)، إيفان بيريشيتش (بوروسيا دورتموند وبايرن ميونخ) وجوسيب ستانيشيتش (بايرن ميونخ وباير ليفركوزن)
- أعلى مركز إنهاء لفريق تحت قيادة مدرب في أول موسم له (باستثناء موسم 1963–64): المركز الأول من قبل برانكو زيبيتش مع بايرن ميونخ (1968–69)، إرنست هابل مع هامبورغ (1981–82)، فرانز بكنباور مع بايرن ميونخ (1993–94)،لويس فان خال مع بايرن ميونخ (2009–10)، بيب غوارديولا مع بايرن ميونخ (2013–14)، كارلو أنشيلوتي مع بايرن ميونخ (2016–17) وهانزي فليك مع بايرن ميونخ (2019–20)
- أعلى مركز إنهاء لفريق تحت قيادة مدرب في أول موسم له ولم يكن قد عمل في البوندسليغا من قبل (باستثناء موسم 1963–64): المركز الأول من قبل برانكو زيبيتش مع بايرن ميونخ (1968–69)، إرنست هابل مع هامبورغ (1981–82)، لويس فان خال مع بايرن ميونخ (2009–10)، بيب غوارديولا مع بايرن ميونخ (2013–14)، كارلو أنشيلوتي مع بايرن ميونخ (2016–17) وهانزي فليك مع بايرن ميونخ (2019–20)
- أعلى مركز إنهاء لفريق تحت قيادة مدرب أجنبي في أول موسم له ولم يكن قد عمل في ألمانيا من قبل: المركز الأول من قبل إرنست هابل مع هامبورغ (1981–82)، لويس فان خال مع بايرن ميونخ (2009–10)، بيب غوارديولا مع بايرن ميونخ (2013–14) وكارلو أنشيلوتي مع بايرن ميونخ (2016–17)
- أعلى مركز إنهاء لفريق تحت قيادة مدرب في موسم أول مع نادٍ جديد (باستثناء موسم 1963–64): المركز الأول من قبل برانكو زيبيتش مع بايرن ميونخ (1968–69) وهامبورغ (1978–79)، أودو لاتيك مع بوروسيا مونشنغلادباخ (1975–76)، إرنست هابل مع هامبورغ (1981–82)، فرانز بكنباور مع بايرن ميونخ (1993–94)،جوفاني تراباتوني مع بايرن ميونخ (1996–97)،أوتو ريهاغل مع كايزرسلاوترن (1997–98)، أوتمار هيتسفيلد مع بايرن ميونخ (1998–99)، فيليكس ماغات مع بايرن ميونخ (2004–05)، لويس فان خال مع بايرن ميونخ (2009–10)، بيب غوارديولا مع بايرن ميونخ (2013–14)، كارلو أنشيلوتي مع بايرن ميونخ (2016–17)، نيكو كوفاتش مع بايرن ميونخ (2018–19)، هانزي فليك مع بايرن ميونخ (2019–20)، يوليان ناغلسمان مع بايرن ميونخ (2021–22) وتوماس توخل مع بايرن ميونخ (2022–23)
- أعلى عدد من الأندية المختلفة التي فاز معها مدرب بالألقاب في موسمه الأول مع النادي: 2 من قبل برانكو زيبيتش مع بايرن ميونخ (1968–69) وهامبورغ (1978–79)
- أعلى عدد نقاط حصل عليها مدرب في موسم أول: 90 نقطة من قبل بيب غوارديولا مع بايرن ميونخ (2013–14)
- أعلى متوسط نقاط لكل مباراة لمدرب: 2.52 من قبل بيب غوارديولا (257 نقطة في 102 مباراة)
- التتويج بلقب البطولة كلاعب ومدرب: هيلموت بنتهاوس (لاعب مع كولن ومدرب مع شتوتغارت)، يوب هاينكس (لاعب مع بوروسيا مونشنغلادباخ ومدرب مع بايرن ميونخ)، فرانز بكنباور (لاعب مع بايرن ميونخ وهامبورغ ومدرب مع بايرن ميونخ)، ماتياس زامر (لاعب مع شتوتغارت ولاعب ومدرب مع بوروسيا دورتموند)، توماس شاف (لاعب ومدرب مع فيردر بريمن)، فيليكس ماغات (لاعب مع هامبورغ ومدرب مع بايرن ميونخ وفولفسبورغ)، نيكو كوفاتش (لاعب ومدرب مع بايرن ميونخ)، هانزي فليك (لاعب ومدرب مع بايرن ميونخ) وتشابي ألونسو (لاعب مع بايرن ميونخ ومدرب مع باير ليفركوزن)

### الانتصارات والهزائم
- أعلى عدد من الانتصارات للاعب: 353 فوزًا بواسطة توماس مولر[67]
- أعلى عدد من الانتصارات للاعب مع نادٍ واحد: 353 فوزًا بواسطة توماس مولر مع بايرن ميونخ[68]
- أعلى عدد من الهزائم كلاعب: 221 هزيمة بواسطة بيرنارد ديتز[22]
- أعلى عدد من الهزائم كلاعب مع نادٍ واحد: 220 هزيمة بواسطة كارل هاينز كوربل مع آينتراخت فرانكفورت (1972–73 إلى 1990–91)[69]

### السلسلات
- أعلى عدد من الألقاب المتتالية بشكل عام: 11 لقبًا من قبل مانويل نوير وتوماس مولر (2012–13 إلى 2022–23) (جميعها مع بايرن ميونخ)
- أعلى عدد من الألقاب المتتالية كلاعب: 11 لقبًا من قبل مانويل نوير وتوماس مولر (2012–13 إلى 2022–23) (جميعها مع بايرن ميونخ)
- أعلى عدد من الألقاب المتتالية كمدرب: 3 ألقاب من قبل أودو لاتيك (1971–72 إلى 1973–74 والدوري الألماني 1984–85 إلى 1986–87)، وأوتمار هيتسفيلد (1998–99 إلى 2000–01) وبيب غوارديولا (2013–14 إلى 2015–16) (جميع الألقاب مع بايرن ميونخ)
- أعلى عدد من الأندية المختلفة التي فازت بألقاب متتالية بشكل عام: 2 من قبل أوغست ستارك مع نورنبرغ (1967–68) وبايرن ميونخ (1968–69) وجوسيب ستانيشيتش مع بايرن ميونخ (2022–23) وباير ليفركوزن (2023–24)
- أعلى عدد من الأندية المختلفة التي فاز بها كلاعب بألقاب متتالية: 2 من قبل أوغست ستارك مع نورنبرغ (1967–68) وبايرن ميونخ (1968–69) وجوسيب ستانيشيتش مع بايرن ميونخ (2022–23) وباير ليفركوزن (2023–24)
- أعلى عدد من الألقاب المتتالية كمدرب منذ موسم الانطلاق: 3 ألقاب من قبل بيب غوارديولا مع بايرن ميونخ (2013–14 إلى 2015–16)
- أعلى عدد من الألقاب المتتالية كمدرب منذ موسم الانطلاق مع نادٍ جديد: 3 ألقاب من قبل أوتمار هيتسفيلد (1998–99 إلى 2000–01) وبيب غوارديولا (2013–14 إلى 2015–16) (كلاهما مع بايرن ميونخ)
- أعلى عدد من المباريات المتتالية التي تم التسجيل فيها: 16 مباراة من قبل غيرد مولر مع بايرن ميونخ (23 هدفًا من الجولة 6 إلى 25 من 1969–70)[ح]
- أعلى عدد من المباريات (وجولات الدوري) المتتالية التي تم التسجيل فيها منذ بداية الموسم: 11 مباراة من قبل روبرت ليفاندوفسكي مع بايرن ميونخ (16 هدفًا من الجولة 1 إلى 11 من 2019–20)[70]
- أعلى عدد من جولات الدوري المتتالية التي تم التسجيل فيها: 11 جولة من قبل روبرت ليفاندوفسكي مع بايرن ميونخ (16 هدفًا من الجولة 1 إلى 11 من 2019–20)[70]
- أعلى عدد من المباريات (وجولات الدوري) المتتالية التي تم التسجيل فيها منذ الانضمام لأول مرة لنادٍ جديد: 6 مباريات من قبل محمد زيدان مع ماينتس 05 (6 أهداف من الجولة 20 إلى 25 من 2011–12)
- أعلى عدد من المباريات المتتالية التي تم التسجيل فيها على أرضه: 13 مباراة من قبل روبرت ليفاندوفسكي مع بايرن ميونخ (24 هدفًا من الجولة 12 من 2020–21 إلى الجولة 5 من 2021–22) [ط][71]
- أعلى عدد من الأهداف المتتالية المسجلة من ركلات جزاء: 17 هدفًا من قبل هانس-يورغ بوت مع هامبورغ (1999 إلى 2001)
- أعلى عدد من الأهداف المتتالية التي استقبلت من ركلات جزاء منذ أول ركلة جزاء ضد الحارس: 18 هدفًا من قبل سيب ماير مع بايرن ميونخ
- أعلى عدد من جوائز الهداف المتتالية: 5 جوائز من قبل روبرت ليفاندوفسكي مع بايرن ميونخ (2017–18 إلى 2021–22)[52]
- أعلى عدد من المباريات المتتالية التي لعبها: 442 مباراة من قبل سيب ماير (من الجولة 1 من 1966–67 إلى الجولة 34 من 1978–79)
- أعلى عدد من المباريات المتتالية التي لعبت لنادٍ واحد: 442 مباراة بواسطة سيب ماير مع بايرن ميونخ (من الجولة 1 في 1966–67 إلى الجولة 34 في 1978–79)
- أعلى عدد من المباريات المتتالية التي لعبت لنادٍ واحد، دون اللعب لأي نادٍ آخر: 442 مباراة بواسطة سيب ماير مع بايرن ميونخ (من الجولة 1 في 1966–67 إلى الجولة 34 في 1978–79)
- أعلى عدد من المواسم المتتالية التي لعب فيها جميع المباريات: 13 موسمًا بواسطة سيب ماير (من 1966–67 إلى 1978–79)
- أعلى عدد من المباريات المتتالية التي لعبها مع اللعب في جميع الدقائق: 245 مباراة بواسطة سيب ماير (من الجولة 28 في 1971–72 إلى الجولة 34 في 1978–79)[72]
- أعلى عدد من المباريات المتتالية التي لعبها مع اللعب في جميع الدقائق كلاعب ميداني: 241 مباراة بواسطة مانفريد بينز (من الجولة 28 في 1986–87 إلى الجولة 25 في 1993–94)[72][ي]
- أعلى عدد من المباريات المتتالية التي فاز بها كلاعب منذ بداية ظهوره في الدوري الألماني: 10 مباريات بواسطة روبرت كوفاتش (1996–97) وإسحاق فورساه (2008–09)
- أعلى عدد من المباريات المتتالية التي فاز بها كلاعب مع تسجيله في تلك المباريات: 87 مباراة بواسطة توماس مولر (2011 إلى 2019)[73][74]
- أعلى عدد من المباريات المتتالية التي لم يُهزم فيها كلاعب: 56 مباراة بواسطة جيروم بواتينغ (2012 إلى 2014)[75][76]
- أعلى عدد من المباريات المتتالية التي لم يُهزم فيها كلاعب منذ بداية ظهوره في الدوري الألماني: 39 مباراة بواسطة خافي مارتينيز (2012 إلى 2014)[77]
- أعلى عدد من المباريات المتتالية التي لم يُهزم فيها كمدرب: 36 مباراة بواسطة إرنست هابل (من الجولة 17 في 1981–82 إلى الجولة 18 في 1982–83)
- أعلى عدد من المباريات المتتالية التي لم يُهزم فيها كمدرب منذ بداية ظهوره في الدوري الألماني: 28 مباراة بواسطة بيب غوارديولا (من الجولة 1 إلى الجولة 28 في 2013–14)[78]
- أعلى عدد من المباريات المتتالية التي لم يُهزم فيها كمدرب منذ بداية ظهوره في نادٍ جديد: 28 مباراة بواسطة بيب غوارديولا (من الجولة 1 إلى الجولة 28 في 2013–14) مع بايرن ميونخ
- أطول فترة زمنية بدون هزيمة كلاعب: سنتان و93 يومًا بواسطة جيروم بواتينغ (من 28 أكتوبر 2012 إلى 29 يناير 2015)[75]
- أكبر عدد من المباريات المتتالية التي حقق فيها حارس المرمى شباكًا نظيفة: 9 مباريات بواسطة تيمو هيلدبراند مع شتوتغارت (من الجولة 34 من 2002–03 إلى الجولة 8 من 2003–04)
- أكبر عدد من المباريات المتتالية التي حقق فيها حارس المرمى شباكًا نظيفة في موسم واحد: 8 مباريات بواسطة أوليفر كان مع بايرن ميونخ (الجولات 17، 12 و18 إلى 23 من 1998–99)، وتيمو هيلدبراند مع شتوتغارت (من الجولة 1 إلى 8 من 2003–04)، ومانويل نوير مع بايرن ميونخ (من الجولة 2 إلى 9 من 2011–12)
- أكبر عدد من المباريات المتتالية التي حقق فيها حارس المرمى شباكًا نظيفة منذ بداية الموسم: 8 مباريات بواسطة تيمو هيلدبراند مع شتوتغارت (2003–04)
- أكبر عدد من الدقائق المتتالية التي لم يستقبل فيها حارس المرمى أهدافًا: 884 دقيقة بواسطة تيمو هيلدبراند مع شتوتغارت (من الدقيقة 76 من الجولة 33 من 2002–03 إلى الدقيقة 59 من الجولة 9 من 2003–04)
- أكبر عدد من المباريات المتتالية التي حقق فيها حارس المرمى شباكًا نظيفة منذ أول مباراة له: 4 مباريات بواسطة تيمو هورن مع كولن (من الجولة 1 إلى 4 من 2014–15)
- أكبر عدد من الدقائق المتتالية التي لم يستقبل فيها حارس المرمى أهدافًا منذ أول مباراة له: 365 دقيقة بواسطة تيمو هورن مع كولن (من الدقيقة 1 من الجولة 1 إلى الدقيقة 6 من الجولة 5 من 2014–15)
- أكبر عدد من المواسم المتتالية كمدرب لنادٍ واحد: 15 موسمًا بواسطة توماس شاف مع فيردر بريمن (1999 إلى 2013)
- أكبر عدد من المباريات المتتالية كمدرب لنادٍ واحد: 480 مباراة بواسطة أوتو ريهاغل مع فيردر بريمن (من 1981–82 إلى 1994–95)
- أكبر عدد من المواسم المتتالية بشكل عام: 22 موسمًا بواسطة كلاوس فيشتل (من 1965–66 إلى 1987–88)
- أكبر عدد من المواسم المتتالية كلاعب: 22 موسمًا بواسطة كلاوس فيشتل (من 1965–66 إلى 1987–88)
- أكبر عدد من المواسم المتتالية كلاعب لنادٍ واحد: 19 موسمًا بواسطة كارل هاينز كوربل مع آينتراخت فرانكفورت (من 1972–73 إلى 1990–91)
- أكبر عدد من المواسم المتتالية كلاعب لنادٍ واحد، دون اللعب لنادٍ آخر: 19 موسمًا بواسطة كارل هاينز كوربل مع آينتراخت فرانكفورت (من 1972–73 إلى 1990–91)
- أكبر عدد من المواسم المتتالية كمدرب: 15 موسمًا بواسطة أوتو ريهاغل مع فيردر بريمن (من 1981–82 إلى 1994–95) وبايرن ميونخ (1995 إلى 1996) وتوماس شاف مع فيردر بريمن (1999 إلى 2013)
- أكبر عدد من المواسم المتتالية كمدرب لنادٍ واحد: 15 موسمًا بواسطة توماس شاف مع فيردر بريمن (1999 إلى 2013)
- أكبر عدد من المواسم المتتالية كمدرب منذ الظهور الأول في الدوري: 15 موسمًا بواسطة توماس شاف مع فيردر بريمن (1999 إلى 2013)
- أكبر عدد من المواسم المتتالية كمدرب لنادٍ واحد منذ الظهور الأول في الدوري: 15 موسمًا بواسطة توماس شاف مع فيردر بريمن (1999 إلى 2013)
- أطول فترة زمنية كمدرب لنادٍ واحد: 14 سنة و5 أيام بواسطة توماس شاف مع فيردر بريمن (من 10 مايو 1999 إلى 14 مايو 2013)
- أطول فترة زمنية كمدرب لنادٍ واحد منذ الظهور الأول في الدوري: 14 سنة و5 أيام بواسطة توماس شاف مع فيردر بريمن (من 10 مايو 1999 إلى 14 مايو 2013)
- أطول فترة زمنية كمدرب لنادٍ واحد، بما في ذلك الهبوط: 15 سنة و364 يومًا بواسطة فولكر فينكه مع نادي فرايبورغ (من 1 يوليو 1991 حتى 30 يونيو 2007) (وشملت الفترة 5 مواسم في الدوري الألماني الدرجة الثانية)

### البطاقات
- أعلى عدد من البطاقات المستلمة: 121 بطاقة من نصيب شتيفان إيفنبرغ (114 بطاقة صفراء، 4 بطاقات صفراء-حمراء و3 بطاقات حمراء)[79]
- أعلى عدد من البطاقات الصفراء-الحمراء المستلمة: 7 بطاقات من نصيب لويس غوستافو[80]
- أعلى عدد من البطاقات الحمراء المباشرة المستلمة: 5 بطاقات من نصيب ينز نوفوتني، تورستن فوليرت، ماوريسيو غاودينو، فيداد إبيشيفيتش، فرناندو ميرا وجيروم بواتينغ
- أعلى عدد من البطاقات الحمراء المستلمة إجمالاً: 8 بطاقات من نصيب ينز نوفوتني ولويس غوستافو
- أعلى عدد من البطاقات الحمراء المستلمة في موسم واحد: 3 بطاقات من نصيب برنهارد ترارس (1994–95)، مارسيل بوردون (2001–02)، جوسيب سيمونيتش (2006–07)، ألكساندر فاسوسكي (2006–07)، لويس غوستافو (2013–14)، غرانيت تشاكا (2015–16)، جان فيليب جبامين (2016–17)، ماكسينس لكرواكس (2021–22 و2023–24) وبييرو هينكابي (2022–23)[81]
- أعلى عدد من البطاقات الصفراء المستلمة: 114 بطاقة من نصيب شتيفان إيفنبرغ[79]
- أعلى عدد من البطاقات الصفراء المستلمة في موسم واحد: 17 بطاقة من نصيب كلاوس غجاسولا (2019–20)[82]
- أقصر فترة زمنية منذ نزوله إلى أرض الملعب حتى تلقي بطاقة حمراء: 43 ثانية بواسطة مارسيل تيتش ريفيرو من آينتراخت فرانكفورت (الجولة 34 من 2010–11)[22]
- أقصر فترة زمنية منذ تلقي البطاقة الصفراء الثانية حتى تلقي البطاقة الحمراء: 12 دقيقة بواسطة مامي بيرام ديوف من هانوفر 96 (الجولة 10 من 2013–14)

### الركلات الجزائية
- أعلى عدد من الركلات الجزائية المسجلة: 53 بواسطة مانفريد كالتز (من أصل 60 محاولة)
- أعلى عدد من الركلات الجزائية المسجلة دون ضياع أي منها: 16 بواسطة هانس-خواكيم أبيل[83] وماكس كروزه[84]
- أعلى عدد من الركلات الجزائية الضائعة: 12 بواسطة غيرد مولر (من أصل 63 محاولة)[22]
- أعلى عدد من الركلات الجزائية التي تم صدها: 7 بواسطة كوين كاستيلس وأوليفر باومان

## سجلات الدوري

### الأهداف
- أعلى عدد من الأهداف المسجلة في موسم: 1,097 هدفًا في 306 مباريات (1983–84) (بمعدل 3.58 هدف في المباراة)
- أقل عدد من الأهداف المسجلة في موسم: 790 هدفًا في 306 مباريات (1989–90) (بمعدل 2.58 هدف في المباراة)
- أعلى عدد من الأهداف في جولة واحدة: 53 هدفًا (الجولة 32 من 1983–84)
- أقل عدد من الأهداف في جولة واحدة: 11 هدفًا (الجولة 26 من 1989–90 والجولة 20 من 1998–99)

### النتائج
- أعلى عدد من الانتصارات خارج الأرض في جولة واحدة: 7 (الجولة 2 من 2010–11)
- أكثر نتيجة تكرارًا: 1–1 (12٪ من جميع المباريات)[85]
- أعلى عدد من الأهداف في مباراة واحدة: 12 في
  - بوروسيا مونشنغلادباخ ضد بوروسيا دورتموند (الجولة 34 من 1977–78)[22]
  - بوروسيا دورتموند 11–1 أرمينيا بيليفيلد (1982–83)
  - بايرن ميونخ 11–1 بوروسيا دورتموند (1971–72)
  - بوروسيا دورتموند 9–3 كايزرسلاوترن (1963–64)
  - كولن 8–4 تنس بوروسيا برلين (1976–77)

### ركلات الجزاء
- أعلى عدد من ركلات الجزاء المهدرة في مباراة واحدة: 3 في مباراة نورنبرغ ضد آينتراخت براونشفايغ (ركلتان مهدرتان من براونشفايغ وواحدة من نورنبرغ) (الجولة 22 من 2013–14)
- أعلى عدد من ركلات الجزاء المهدرة في مباراة واحدة دون تسجيل أي ركلة: 3 في مباراة نورنبرغ ضد آينتراخت براونشفايغ (ركلتان مهدرتان من براونشفايغ وواحدة من نورنبرغ) (الجولة 22 من 2013–14)

### الحضور الجماهيري
- أعلى حضور جماهيري في مباراة واحدة: 88,075 متفرجًا في مباراة هرتا برلين ضد كولن (الجولة 6 من موسم 1969–70)
- أقل حضور جماهيري في مباراة واحدة: 827 متفرجًا في مباراة تسمانيا برلين ضد بوروسيا مونشنغلادباخ (الجولة 19 من موسم 1965–66)[22][يا]
- أعلى متوسط حضور جماهيري لكل مباراة في موسم واحد: 45,116 في موسم 2011–12[86]
- أعلى حضور جماهيري إجمالي في موسم واحد: 13,805,496 في موسم 2011–12
- أعلى عدد من المباريات التي بيعت تذاكرها بالكامل في موسم واحد: 169 في موسم 2010–11
- أعلى نسبة من المباريات التي بيعت تذاكرها بالكامل في موسم واحد: 55.23٪ في موسم 2010–11

### المباريات
- أكثر مواجهة تكرارًا: 114 مرة، بايرن ميونخ ضد فيردر بريمن (في 57 موسمًا)
- أكبر عدد من المباريات في موسم واحد: 380 (1991–92، بمشاركة 20 فريقًا)
- أقل عدد من المباريات في موسم واحد: 240 (1963–64 و1964–65، بمشاركة 16 فريقًا)

### البطاقات
- أكبر عدد من البطاقات الحمراء في يوم جولة واحدة: 8 (الجولة الثالثة من موسم 2013–14)
- أكبر عدد من البطاقات في مباراة واحدة: 13 (10 بطاقات صفراء، بطاقتان حمراء مباشرة، وبطاقة حمراء نتيجة إنذارين)، بوروسيا دورتموند ضد بايرن ميونخ (اليوم 28 من موسم 2000–01)[22]
- أكبر عدد من البطاقات الحمراء في موسم واحد: 98 (1994–95)

### المالية
- أعلى إيرادات إجمالية: 3,244,330,000 يورو (2015–16)[87]
- أعلى ربح تشغيلي: 695,160,000 يورو (2015–16)[87]
- أعلى ربح صافي: 206,183,000 يورو (2015–16)[87]
- أعلى رسوم انتقال مدفوعة: 100 مليون يورو من أجل هاري كين (عام 2023 من توتنهام إلى بايرن ميونخ)[88]
- أعلى رسوم انتقال مستلمة: 130 مليون يورو مقابل عثمان ديمبيلي (عام 2017 من بوروسيا دورتموند إلى برشلونة)
- أعلى رسوم انتقال بين ناديين في البوندسليغا: 37 مليون يورو مقابل ماريو غوتزه (عام 2013 من بوروسيا دورتموند إلى بايرن ميونخ)[89]

## الحواشي
1. 1 2 3 4 5 6 7 8 9 10 11 12 13 14 15 16 17 18 19 20 21 22 23 24 25  المصدر: kicker.de - جدول الدوري القابل للاختيار لكل موسم
2. ↑  مجموع الألقاب لبايرن هو 33، لكن أول أبطال كرة القدم الألمانية في بطولة كرة القدم الألمانية 1932 جاء في حقبة ما قبل الدوري الألماني
3. 1 2 3 4 5  تم التحويل إلى 3 نقاط
4. 1 2 3 4 5 6 7 8 9 10 11 12 13 14 15 16 17 18 19 20 21 22 23 24  المصدر: kicker.de - جداول الحضور القابلة للاختيار لكل موسم
5. ↑  سجل كيفن فولاند أسرع هدف بتاريخ الدوري الألماني خلال 9.2 ثانية (وكان هدف بيلاربي في 9.5 ثانية)، لكن الدوري يحتسب الرقم الأول فقط، لذا يتقاسمان الرقم القياسي مع 9 ثوانٍ لكل منهما.
6. ↑  على الرغم من أن عدة مصادر ذكرت أن كيفن دي بروين يحمل رقم قياسي في عدد التمريرات الحاسمة بالدوري الألماني مع 21 تمريرة (مع فولفسبورغ في موسم 2014–15)، فقد تم الطعن في هذا الرقم وفي عام 2020 اعتمد موقع الدوري الألماني رسميًا الرقم القياسي لـمولر، مع تسجيل دي بروين 19 تمريرة حاسمة.
7. ↑  لا يُحتسب موسم 1991 (مباراة واحدة مع 1. FC كولن كمدير مؤقت (كان مديرًا رياضيًا في كولن في تلك اللحظة) وموسم 2000 (تم توظيفه قبل 5 مباريات من نهاية الموسم لمنع بوروسيا دورتموند من الهبوط، وهو ما تمكن من تحقيقه)، لكن يُحتسب موسم 1970 (تم تعيينه في 14 مارس 1970، وكان فريقه في ذلك الوقت في موقع جيد في البطولة وكان لديه كل الفرص ولكن لم يفز باللقب) وموسم 1992–93 (حيث تم إقالته بعد الجولة الأولى من شالكه 04).
8. ↑  لم يُدرج غيرد مولر في قائمة الفريق للجولة 14؛ تم إعادة جدولة الجولات 18 و19 و24 ولعبت جميعها بعد سلسلة مباريات مولر.
9. ↑  لم يُدرج روبرت ليفاندوفسكي في قائمة الفريق للجولتين 28 و30 من موسم 2020–21 بسبب الإصابة.
10. ↑  لعبت الجولة 27 من موسم 1986–87 بين الجولتين 28 و29.
11. ↑  لا تشمل المباريات التي أُقيمت خلف الأبواب المغلقة بسبب جائحة فيروس كورونا في ألمانيا.
12. تولى فرانز بيكنباور المهمة خلفًا لـإريش ريبيك بعد نصف موسم 1993–94 في 28 ديسمبر 1993 (أول تدريب في 7 يناير 1994).
13. تولى هانسي فليك المهمة خلفًا لـنيكو كوفاتش بعد الجولة العاشرة من موسم 2019–20 في 3 نوفمبر 2019 (أول مباراة في 9 نوفمبر 2019).
14. تولى توماس توخيل المهمة خلفًا لـيوليان ناغلسمان بعد الجولة 25 من موسم 2022–23 في 24 مارس 2023 (أول مباراة في 1 أبريل 2023).
15. كان فرانز بيكنباور مديرًا رياضيًا لبايرن ميونخ في الوقت الذي تولى فيه المهمة، لذا من الناحية التقنية لم يكن في نادٍ جديد، لكنه لم يكن مدربًا من قبل في الدوري الألماني، لذا من الناحية التدريبية كان نادٍ جديد.
16. أول موسم لفترة جيوفاني تراباتوني الثانية مع بايرن ميونخ.
17. كان أوتو ريهاغل مع 1. FC كايزرسلاوترن في الموسم السابق، لكنه كان في الدرجة الثانية، لذا بعد الصعود مع النادي كان النادي بأكمله جديدًا في الدوري الألماني (على الرغم من تواجده في الدوري في أوقات سابقة).